# Guayaquil City Fútbol Club
Guayaquil City Fútbol Club, mayormente conocido como Guayaquil City, es un club deportivo ecuatoriano originario de la ciudad de Guayaquil, fundado el 7 de septiembre de 2007 con el nombre de Club Deportivo River Plate Ecuador.
Su disciplina principal es el fútbol en el que debutó en la Segunda Categoría del Guayas en 2008, consiguiendo el ascenso a la Serie B de Ecuador en 2009 y a la Serie A de Ecuador en 2014. Actualmente participa en la Serie B de Ecuador.
El club juega sus partidos de local en el Estadio Christian Benítez Betancourt, el cual tiene una capacidad de 10 152 personas reglamentariamente y es de propiedad estatal.

## Historia
Comenzó como un convenio realizado por el Club Atlético River Plate por primera vez fuera de Argentina, que llegó a Ecuador por recomendación de Alberto Montaño a César Vigevani. Fue entonces que viajaron a Ecuador y le presentaron la propuesta al Dr. Mario Canessa Oneto.
Se inició en julio de 2007 con un concurso llamado La Banda Roja te espera, el cual consistió en evaluar a chicos de todas las edades con el fin de armar divisiones inferiores del nuevo club y también buscar talentos con la posibilidad de que viajen a Argentina a probarse en las divisiones inferiores del Club Atlético River Plate. Como resultado, cuatro chicos ecuatorianos fueron seleccionados y viajaron a Argentina a entrenar con el primer plantel del Club Atlético River Plate.
El club debuta en el torneo de Segunda Categoría de Ecuador en el año 2008, consiguiendo el título del Campeonato Provincial Segunda Categoría del Guayas en el mismo año. En 2009, el convenio entre el club guayaquileño y el Club Atlético River Plate se rompió, la ruptura se dio por la falta de apoyo del cuadro ‘millonario’, a pesar de ello el club lograría ser bicampeón del torneo provincial y subcampeón del Campeonato Ecuatoriano Segunda Categoría 2009 con lo cual consiguió el ascenso a la Serie B. 
Cinco años después, River ascendió a la serie de privilegio tras quedar subcampeón del Campeonato Ecuatoriano Serie B 2014 al vencer con un marcador de 2 a 1 al Delfín en el Estadio Jocay de Manta.
El 31 de enero de 2015, River Ecuador disputa su primer partido oficial en la Serie A de Ecuador ante el también recién ascendido Aucas. Este partido fue disputado en el Estadio Christian Benítez Betancourt en el cual River consiguió una victoria de 2 a 1 con anotaciones de los jugadores Deny Giler y Daniel Néculman.
El 11 de julio de 2017, en la última sesión de la Federación Ecuatoriana de Fútbol, el Comité Ejecutivo procedió a notificar el cambio de nombre la institución. El Ministerio del Deporte aprobó que el conjunto guayaquileño se llame oficialmente como Guayaquil City Fútbol Club.
El equipo no consiguió buenos resultados en la temporada 2018 por lo que ocupó el último lugar de la tabla acumulada con 30 puntos en la misma temporada con lo cual el equipo descendió a la Serie B al quedar último con 30 Puntos en la lucha con los equipos El Nacional 39 Puntos, Técnico Universitario 42 Puntos y Deportivo Cuenca 45 Puntos, sin embargo una modificación en el reglamento para el año 2019 de la Asamblea General de Clubes aprobó que se juegue la Liga Pro con 16 equipos, sumándole a los 12 actuales dos de los cuatro socios que en ese entonces se encontraron participando en el Campeonato de la Serie B.
El 2 de diciembre del 2023 al perder el partido 0-2 contra Gualaceo la escuadra guayaquileña en el duelo de colistas descendió a la Serie B por primera vez.

## Símbolos

### Canción Oficial
La canción oficial de Guayaquil City fue presentada en 2018, tiene como cantautor al músico guayaquileño Pete Castillo.

### Mascota
A inicios del 2019 Guayaquil City presentó su mascota oficial, el mono, animal típico de la costa ecuatoriana, poco después el mismo fue bautizado con el nombre de "Yaco" en alusión a la palabra "guayaco", gentilicio coloquial de Guayaquil.

### Escudo
El primer escudo de Guayaquil City Fútbol Club fue creado en 2007 cuando aún se llamaba Club Deportivo River Plate Ecuador y estuvo basado directamente del escudo de su homónimo argentino River Plate, con la diferencia que el escudo contaba con las siglas CDRPE, rodeadas del nombre del club guayaquileño.
El segundo escudo del club fue creado en 2010 para el debut del club en la Serie B nacional, el escudo era de color negro con detalles y el nombre del club de color blanco, además constaba de una estrella roja en el centro del escudo. En el año 2013 el escudo se modificó omitiendo la palabra "Plate" del mismo, esto debido a la separación de River Ecuador del Club Atlético River Plate, hecho ocurrido en el 2009.
El escudo actual fue creado en el año 2017, aparece junto con el cambio de nombre a Guayaquil City Fútbol Club. El escudo es de forma circular y consta de una versión simplificada del escudo colonial de Guayaquil, rodeado del nombre de la institución y tres estrellas representando las estrellas de la bandera de la ciudad.
|         |
| (2007). |

|        |
| (2010) |

|        |
| (2013) |

## Uniforme

Bandera de Guayaquil, de la cual se tomaron los colores para el uniforme titular del club.

El diseño del primer uniforme del club fue tomado directamente del equipo del cual nació como filial, el Club Atlético River Plate, al igual que el equipo argentino, el uniforme consistió en una camiseta blanca con una franja diagonal roja, pantaloneta negra y medias negras. 
Luego de la ruptura del convenio entre el River Plate argentino y River Ecuador, el ascenso conseguido a la primera categoría del futbol ecuatoriano, y buscando alejarse del diseño tradicional del equipo argentino, River Ecuador hizo su debut en la Serie B 2010 con un uniforme que consistía en camiseta, pantaloneta y medias de color rojo con pequeños detalles blancos.
Durante su paso por la Serie B nacional el club también utilizó camiseta blanca con bastones rojos y negros, pantaloneta negra y medias negras. En 2014 el club regresa a su uniforme rojo, con el cual logró su ascenso a la serie A el mismo año.
En 2017 junto con el cambio de nombre y escudo también llegó el cambio de colores, adoptando los colores celeste y blanco de la bandera de Guayaquil.
- Uniforme titular: Camiseta blanca con detalles celestes, pantalón blanco, medias blancas.
- Uniforme alterno: Camiseta azul marino con detalles celestes, pantalón azul marino, medias azul marino.

### Evolución del uniforme titular
| 2008 | 2009 | 2010 | 2012 | 2014 | 2015 | 2016 | 2017-I | 2017-II | 2018 |

| 2019 | 2020 | 2021 | 2022 | 2023 | 2024 |

### Evolución del uniforme alterno
| 2009 | 2010 | 2011 | 2014 | 2015 | 2016 | 2017-I | 2017-II | 2018 | 2019 |

| 2020 | 2021 | 2022 | 2023 | 2024 |

### Evolución del tercer uniforme
| 2022 | 2023 | 2024 |

### Auspiciantes
| Indumentaria  |           |
| Período       | Proveedor |
| 2009-presente |           |

| Patrocinador  |                                                     |
| Período       | Patrocinador oficial                                |
| 2009-2012     | Tesalia                                             |
| 2013          | Prima Electronics                                   |
| 2014-2017     | DirecTV                                             |
| 2018          | CNT                                                 |
| 2019-2021     | Cooperativa de Ahorro y Crédito San Francisco Ltda. |
| 2022          | Betcris                                             |
| 2023          | Bet593 Lotería Nacional                             |
| 2024-presente | Ecuabet                                             |

## Presidentes
- (2007-2016) - Mario Canessa Onetto
- (2016) - Mario Tamayo
- (2016-2017) - José Julián Aguilar
- (2017-2019) - Miguel Ángel Loor
- (2019-2022) - Iván Mendoza
- (2022-2025) - Hernán Mendoza
- (2025- ) - Christian Zamora

## Estadio

### Estadio La Fortaleza (2007-2014)
El Estadio La Fortaleza, perteneciente al club, es el estadio donde juegan las categorías inferiores de Guayaquil City. Fue inaugurado el 7 de septiembre de 2007 y posee una capacidad de 1700 personas reglamentariamente. Se encuentra ubicado en la parroquia La Aurora del cantón Daule, en la Av. León Febres Cordero Ribadeneyra. Este estadio fue la casa del primer equipo de la fuerza roja hasta el 2014 en el que consiguió el ascenso a la Serie A.

### Estadio Christian Benítez Betancourt (2015-Actualidad)
El Estadio Christian Benítez, de propiedad estatal, es el estadio donde juega de local Guayaquil City. Fue inaugurado el 20 de febrero de 2014 y posee una capacidad de 10 152 personas reglamentariamente. Se encuentra ubicado en el Parque Samanes de la ciudad de Guayaquil, en la Av. Paseo del Parque.
Como estadio alternativo para los partidos de local se utiliza el Estadio Modelo Alberto Spencer ubicado en la ciudad de Guayaquil, el cual es propiedad de la Federación Deportiva de Guayas, y en el que ejercen como local clubes de Serie B y Segunda Categoría.

## Datos del club
- Puesto histórico: 20.°
- Temporadas en Serie A: 9 (2015-2023).
- Temporadas en Serie B: 7 (2010-2014, 2024-presente).
- Temporadas en Segunda Categoría: 2 (2008-2009).
- Mejor puesto en la liga: 6.° (2020).
- Peor puesto en la liga: 16.° (2023).
- Mayor goleada a favor en torneos nacionales:
  - 6 - 1 contra Clan Juvenil (25 de abril de 2019) (Copa Ecuador 2018-19).[9]
- Mayor goleada en contra en torneos nacionales:
  - 6 - 1 contra Macará (2 de diciembre de 2018).[10]
- Máximo goleador histórico: Miguel Parrales (35 goles anotados en partidos oficiales).
- Máximo goleador en torneos nacionales: Miguel Parrales (33 goles).
- Máximo goleador en torneos internacionales: Miguel Parrales (1 gol).
- Primer partido en torneos nacionales:
  - River Ecuador 2 - 1 Aucas (31 de enero de 2015 en el Estadio Christian Benítez Betancourt).[11]
- Primer partido en torneos internacionales:
  - Aucas 2 - 1 Guayaquil City (18 de marzo de 2021 en el Estadio Gonzalo Pozo Ripalda) (Conmebol Sudamericana 2021).[12]

### Participaciones internacionales
| Competición           | Edición |
| --------------------- | ------- |
| Copa Sudamericana (1) | 2021.   |

Nota: En negrita competiciones vigentes en la actualidad.
| Conmebol Sudamericana      | Conmebol Sudamericana | Conmebol Sudamericana | Conmebol Sudamericana | Conmebol Sudamericana | Conmebol Sudamericana | Conmebol Sudamericana | Conmebol Sudamericana | Conmebol Sudamericana |
| Edición                    | Ronda                 | PJ                    | PG                    | PE                    | PP                    | GF                    | GC                    | Goleador              |
| -------------------------- | --------------------- | --------------------- | --------------------- | --------------------- | --------------------- | --------------------- | --------------------- | --------------------- |
| Copa Sudamericana 2002     | No se clasificó       | No se clasificó       | No se clasificó       | No se clasificó       | No se clasificó       | No se clasificó       | No se clasificó       | No se clasificó       |
| Copa Sudamericana 2003     | No se clasificó       | No se clasificó       | No se clasificó       | No se clasificó       | No se clasificó       | No se clasificó       | No se clasificó       | No se clasificó       |
| Copa Sudamericana 2004     | No se clasificó       | No se clasificó       | No se clasificó       | No se clasificó       | No se clasificó       | No se clasificó       | No se clasificó       | No se clasificó       |
| Copa Sudamericana 2005     | No se clasificó       | No se clasificó       | No se clasificó       | No se clasificó       | No se clasificó       | No se clasificó       | No se clasificó       | No se clasificó       |
| Copa Sudamericana 2006     | No se clasificó       | No se clasificó       | No se clasificó       | No se clasificó       | No se clasificó       | No se clasificó       | No se clasificó       | No se clasificó       |
| Copa Sudamericana 2007     | No se clasificó       | No se clasificó       | No se clasificó       | No se clasificó       | No se clasificó       | No se clasificó       | No se clasificó       | No se clasificó       |
| Copa Sudamericana 2008     | No se clasificó       | No se clasificó       | No se clasificó       | No se clasificó       | No se clasificó       | No se clasificó       | No se clasificó       | No se clasificó       |
| Copa Sudamericana 2009     | No se clasificó       | No se clasificó       | No se clasificó       | No se clasificó       | No se clasificó       | No se clasificó       | No se clasificó       | No se clasificó       |
| Copa Sudamericana 2010     | No se clasificó       | No se clasificó       | No se clasificó       | No se clasificó       | No se clasificó       | No se clasificó       | No se clasificó       | No se clasificó       |
| Copa Sudamericana 2011     | No se clasificó       | No se clasificó       | No se clasificó       | No se clasificó       | No se clasificó       | No se clasificó       | No se clasificó       | No se clasificó       |
| Copa Sudamericana 2012     | No se clasificó       | No se clasificó       | No se clasificó       | No se clasificó       | No se clasificó       | No se clasificó       | No se clasificó       | No se clasificó       |
| Copa Sudamericana 2013     | No se clasificó       | No se clasificó       | No se clasificó       | No se clasificó       | No se clasificó       | No se clasificó       | No se clasificó       | No se clasificó       |
| Copa Sudamericana 2014     | No se clasificó       | No se clasificó       | No se clasificó       | No se clasificó       | No se clasificó       | No se clasificó       | No se clasificó       | No se clasificó       |
| Copa Sudamericana 2015     | No se clasificó       | No se clasificó       | No se clasificó       | No se clasificó       | No se clasificó       | No se clasificó       | No se clasificó       | No se clasificó       |
| Copa Sudamericana 2016     | No se clasificó       | No se clasificó       | No se clasificó       | No se clasificó       | No se clasificó       | No se clasificó       | No se clasificó       | No se clasificó       |
| Conmebol Sudamericana 2017 | No se clasificó       | No se clasificó       | No se clasificó       | No se clasificó       | No se clasificó       | No se clasificó       | No se clasificó       | No se clasificó       |
| Conmebol Sudamericana 2018 | No se clasificó       | No se clasificó       | No se clasificó       | No se clasificó       | No se clasificó       | No se clasificó       | No se clasificó       | No se clasificó       |
| Conmebol Sudamericana 2019 | No se clasificó       | No se clasificó       | No se clasificó       | No se clasificó       | No se clasificó       | No se clasificó       | No se clasificó       | No se clasificó       |
| Conmebol Sudamericana 2020 | No se clasificó       | No se clasificó       | No se clasificó       | No se clasificó       | No se clasificó       | No se clasificó       | No se clasificó       | No se clasificó       |
| Conmebol Sudamericana 2021 | Primera fase          | 2                     | 0                     | 0                     | 2                     | 1                     | 5                     | Miguel Parrales: 1    |
| Total                      |                       | 2                     | 0                     | 0                     | 2                     | 1                     | 5                     | Miguel Parrales: 1    |

### Resumen estadístico
- Última actualización: 1 de agosto de 2019.

| Competición                      | Part               | PJ                 | PG                 | PE                 | PP                 | GF                 | GC                 | DG                 | PTS                | Mejor resultado    |
| Torneos nacionales               | Torneos nacionales | Torneos nacionales | Torneos nacionales | Torneos nacionales | Torneos nacionales | Torneos nacionales | Torneos nacionales | Torneos nacionales | Torneos nacionales | Torneos nacionales |
| -------------------------------- | ------------------ | ------------------ | ------------------ | ------------------ | ------------------ | ------------------ | ------------------ | ------------------ | ------------------ | ------------------ |
| Campeonato Ecuatoriano de Fútbol | 4                  | 176                | 44                 | 44                 | 88                 | 171                | 261                | -90                | 176                | 7.°                |
| Copa Ecuador                     | 2                  | 5                  | 1                  | 2                  | 2                  | 9                  | 6                  | +3                 | 5                  | Octavos de final   |
| Torneos internacionales          |                    |                    |                    |                    |                    |                    |                    |                    |                    |                    |
| Copa Sudamericana                | 1                  | 2                  | 0                  | 0                  | 2                  | 1                  | 5                  | -4                 | 1                  | Primera fase       |
| Total                            | 7                  | 183                | 45                 | 46                 | 92                 | 181                | 272                | -91                | 182                |                    |

### Denominaciones
- Club Deportivo River Plate Ecuador (2007-2013)
- Club Deportivo River Ecuador (2013-2017)
- Guayaquil City Fútbol Club (2017-presente)

## Jugadores

### Plantilla 2025
- Última actualización: 28 de abril de 2025.

#### Altas y bajas Primera etapa 2024
- Última actualización: 24 de febrero de 2024.

| Altas                |                |                    |                 |
| Jugador              | Posición       | Procedencia        | Tipo            |
| John Narváez         | Defensa        | Carlos A. Mannucci | Préstamo        |
| Darwin Torres        | Defensa        | 9 de Octubre F. C. | Préstamo        |
| Wiston Fernández     | Centrocampista | Delfín S. C.       | Préstamo        |
| Mauricio Alonso      | Centrocampista | Mushuc Runa S. C.  | Préstamo        |
| Bajas                |                |                    |                 |
| Jugador              | Posición       | Destino            | Tipo            |
| Gustavo Flores       | P.A            | Barcelona S. C.    | Cuerpo Técnico  |
| Alan Aguirre         | Defensa        | Bandera de ?       |                 |
| Jairo Jiménez        | Defensa        | C. D. Marathón     | Transferencia   |
| Jean Carlos Quiñónez | Defensa        | Deportes Quindío   |                 |
| Matías Oyola         | Centrocampista | Sin Club           | Fin de contrato |
| Jordan Rezabala      | Centrocampista | Aucas              | Fin de contrato |
| Jefferson Orejuela   | Centrocampista | Bandera de ?       |                 |
| Adolfo Muñoz         | Delantero      | Orense S. C.       | Transferencia   |

### Goleadores

#### Máximos goleadores históricos
| N.° | Jugador           | Temporadas        | Goles |
| --- | ----------------- | ----------------- | ----- |
| 1   | Daniel Néculman   | 2015-2017.        | 32    |
| 2   | Michael Hoyos     | 2018-2020.        | 23    |
| 3   | Gonzalo Mastriani | 2019-2020.        | 19    |
| 4   | Danny Luna        | 2015-2018.        | 13    |
| 5   | Deny Giler        | 2015-2017.        | 11    |
| 6   | Juan Rojas        | 2016-2017.        | 10    |
| 7   | Nelson Solíz      | 2015-2017 y 2019. | 8     |
| 8   | Diego Dorregaray  | 2017-2018.        | 8     |
| 9   | Armando Solís     | 2015-2017.        | 8     |
| 10  | Anderson Naula    | 2017- 2020.       | 7     |

## Palmarés

### Torneos nacionales
| Competición                        | Títulos | Subcampeonatos |
| ---------------------------------- | ------- | -------------- |
| Serie B de Ecuador (0/1)           |         | 2014.          |
| Segunda Categoría de Ecuador (0/1) |         | 2009.          |

### Torneos provinciales
| Competición                        | Títulos     | Subcampeonatos |
| ---------------------------------- | ----------- | -------------- |
| Segunda Categoría del Guayas (2/0) | 2008, 2009. |                |

### Torneos amistosos
| Torneos nacionales |         |                |
| Competición        | Títulos | Subcampeonatos |
| Copa Nelson Muñoz  | 2015    |                |
| Copa de la Ciudad  |         | 2023           |

### Torneos juveniles
| Competición                       | Títulos |
| --------------------------------- | ------- |
| Campeonato Ecuatoriano Sub-19 (1) | 2010.   |
| Campeonato Ecuatoriano Sub-17 (1) | 2010.   |
| Campeonato Ecuatoriano Sub-12 (1) | 2017.   |

### Voleibol
| Competición                      | Títulos |
| -------------------------------- | ------- |
| Liga Ecuatoriana de Voleibol (1) | 2019.   |